# Der Sieg des Hosenrocks
Der Sieg des Hosenrocks ist eine kurze, deutsche Stummfilmkomödie aus dem Jahre 1911 von und mit Max Obal.

## Handlung
Ein junger Mann ist total fasziniert von Frauen in Hosen. Diese Vorliebe für das spezielle Beinkleid entwickelt sich rasch zu einem Fetisch und führt dazu, dass seine Braut, die sich bislang stets in Röcke gekleidet hat, total verunsichert wird. Denn ihr Gatte in spe schaut nunmehr bevorzugt Frauen in Hosenanzügen nach.
Und so beginnt sie, aus Liebe zu ihm und in der Angst, den Mann ihrer Träume verlieren zu können, selbst einen Hosenrock zu tragen. Bald beginnt sie diesem Bekleidungsstück einiges abgewinnen, zumal der Bräutigam ihr nunmehr jeden Wunsch von den Augen abliest. Mit dieser Form unbeabsichtigter Emanzipation haften fortan seine Blicke nur noch auf ihren umhüllten Beinen und schweifen nicht mehr zu denen anderer Damen ab.

## Produktionsnotizen und Hintergrund
Der Sieg des Hosenrocks passierte am 19. Juni 1911 die Filmzensur und wurde noch im selben Monat uraufgeführt. Der Film maß eine Länge von 160 bis 162 Metern.
Ähnlich wie eine weitere Produktion aus der Frühzeit des deutschen Stummfilms, Aus eines Mannes Mädchenzeit, spielt auch dieser Film mit Rollenklischees und Rollentausch der Geschlechter.

## Einordnung
Heidi Schlüpmann schreibt: „Auch DER SIEG DES HOSENROCKS von 1911 verrät eine masochistische Sehnsucht nach der phallischen Mutter – Pendant zur Erfahrung mit der sadistischen Gewalt in der männlichen Gesellschaft. Gleichzeitig reagiert ein Film wie dieser auf Erscheinungen der Mode, in denen sich die ›neue Frau‹ spiegelt.“